# 圣弗雷
圣弗雷（義大利語：Sanfrè），是意大利库内奥省的一个市镇。总面积15平方公里，人口2862人，人口密度190.8人/平方公里（2009年）。ISTAT代码为004208。